# Horisjni Plavni
Horisjni Plavni (Oekraïens: Горішні Плавні), tot 19 mei 2016 Komsomolsk-na-Dnipri (Oekraïens: Комсомо́льськ-на-Дніпрі) of Komsomolsk (Oekraïens: Комсомо́льськ) geheten, is een belangrijke industriestad in de Oblast Poltava in Centraal-Oekraïne, gelegen aan de rivier Dnjepr. De stad ligt enkele kilometers ten oosten van Krementsjoek, ongeveer 108 kilometer ten zuidwesten van Poltava en 310 kilometer ten zuidoosten van Kiev.

## Geschiedenis
De officiële oprichtingsdatum van het (destijds) dorp Komsomolsk-na-Dnipri (ter onderscheiding van 'Komsomolsk-na-Amoere') is 29 november 1960. Op 24 april 1972 verkreeg het dorp de status van een stad en op 6 april 1977 werd het een stad van regionale ondergeschiktheid.

## Bevolking
Op 1 januari 2021 telde Horisjni Plavni naar schatting 50.414 inwoners. In tegenstelling tot de meeste andere steden in Oekraïne is het aantal inwoners na het uiteenvallen van de Sovjet-Unie relatief stabiel gebleven en schommelt tussen de 50.000 tot 52.000 personen.
| 1961 | 1970   | 1979   | 1989   | 2001   | 2014   | 2021   |
| ---- | ------ | ------ | ------ | ------ | ------ | ------ |
| 651  | 14.555 | 37.909 | 51.645 | 51.740 | 51.958 | 50.414 |

In 2001 bestond de stad etnisch gezien vooral uit Oekraïners (42.789 personen - 78,4%), gevolgd door een grote minderheid van 10.673 Russen (19,6%). Uitgezonderd van 450 Wit-Russen (0,8%), 108 Armeniërs (0,2%), 93 Duitsers en 77 Moldaviërs waren er geen andere vermeldenswaardige minderheden.
De meest gesproken moedertaal in de stad is het Oekraïens (72,18% van de bevolking in 2001). Een grote minderheid sprak Russisch (27,21%) als eerste taal, terwijl kleinere gemeenschappen Wit-Russisch, Armeens of Moldavisch spraken.